# Козеріг (золота монета)
«Козері́г» — золота пам'ятна монета номіналом 2 гривні, випущена Національним банком України, присвячена одному із дванадцяти сузір'їв зодіаку — сузір'ю Козорога.
Монету було введено в обіг 15 січня 2007 року. Вона належить до серії «Знаки зодіаку».

## Опис монети та характеристики
| Номінал грн. | Метал  | Маса, грам | Діаметр, мм. | Якість виготовлення       | Гурт    | Тираж, штук |
| ------------ | ------ | ---------- | ------------ | ------------------------- | ------- | ----------- |
| 2            | золото | 1,24       | 13,92        | спеціальний анциркулейтед | гладкий | 10 000      |

### Аверс
На аверсі монети розміщено круг, діагонально поділений на сектори, які символізують чотири стихії — землю, повітря, воду, вогонь; у центрі круга — стилізоване зображення сонця. Ліворуч від круга — малий Державний Герб України, праворуч — рік карбування монети 2007, позначення металу, його проби — Au 999,9, маса — 1,24; по колу монети написи: «НАЦІОНАЛЬНИЙ БАНК УКРАЇНИ» (угорі), «2 ГРИВНІ» (унизу), а також логотип Монетного двору Національного банку України.

### Реверс

Знак Козеріга

На реверсі монети розміщено стилізоване зображення козорога в оточенні зірок, праворуч від якого — символ знака зодіаку.

## Автори
- Художники: Таран Володимир, Харук Олександр, Харук Сергій.
- Скульптор — Дем'яненко Володимир.

## Вартість монети
Ціна монети — 649 гривень була вказана на сайті Національного банку України в 2011 році.
Фактична приблизна вартість монети, з роками змінювалася так:
| Рік        | 2010 | 2011 | 2012 | 2013 | 2014 | 2015  | 2016  | 2017  | 2018  | 2019  | 2020  | 2021  | 2022  | 2023  | 2024  | 2025   |
| ---------- | ---- | ---- | ---- | ---- | ---- | ----- | ----- | ----- | ----- | ----- | ----- | ----- | ----- | ----- | ----- | ------ |
| Ціна, грн. | 550  | 650  | 850  | 800  | 830  | 2 100 | 1 650 | 2 050 | 2 000 | 2 150 | 2 150 | 2 750 | 3 000 | 5 500 | 7 800 | 10 600 |